# Сражение на Альме
Сражение на Альме, Альминское сражение (8 (20) сентября 1854 года) — первое крупное сражение Крымской войны между высадившимися в Крыму войсками коалиции Великобритании, Франции и Турции, с одной стороны, и России — с другой, предопределившее начало многомесячной осады Севастополя.

## Предыстория
Высадка экспедиционного корпуса коалиции в Евпатории, начавшаяся 2 (14) сентября 1854 года, не встретила сопротивления со стороны русских войск, и за первые дни сентября на берег было переправлено около 61 тысячи человек. Высадившись, союзные войска двинулись вдоль побережья на юг, к Севастополю — базе Черноморского флота России и основной цели союзников в Крымской кампании. На полпути к Севастополю, у устья реки Альмы, их ожидала русская армия, ставившая своей целью остановить продвижение союзников и не допустить захвата Севастополя с ходу, поскольку город совершенно не был подготовлен к обороне с суши. Альминское сражение было вынужденной мерой русского командования, понимавшего уязвимость Севастопольской крепости. С момента высадки экспедиционных сил русская армия находилась у рек Альмы и Качи, куда войска начали прибывать ещё с середины августа. Едва союзный флот оказался в видимости из Севастополя, главнокомандующий приказал всем назначенным частям выходить на позиции.
Войска союзников находились под двойным командованием. Английскими войсками командовал лорд Ф. Раглан, французскими — маршал А. Сент-Арно. Со стороны коалиции в сражении, по разным оценкам, приняло участие от 50 до 59 тысяч человек. Союзники располагали 132 орудиями; кроме того, артиллерийскую поддержку с моря осуществлял французский флот.

## Позиция русской армии

### Характеристика местности
Русскую армию возглавлял генерал-адъютант князь Александр Сергеевич Меншиков, располагавший 35 тысячами человек при 84 орудиях. Для обороны Меншиков выбрал позицию на берегу реки Альма. На этом рубеже начинался резкий переход от преимущественно равнинной местности Крымского полуострова к холмистой, тянувшейся далее до самого Севастополя, что позволяло в случае отступления последовательно организовывать оборону на новых рубежах, изматывая противника, отрывая его от базы снабжения в Евпатории и в конечном итоге выигрывая время, необходимое для укрепления города.
По своим свойствам местность, выбранная князем Меншиковым для сражения, будучи естественным природным рубежом, представляла благоприятные условия для организации обороны. Располагаясь по обе стороны дороги Евпатория — Севастополь, позиция русских войск на левом фланге представляла собой плато левого берега реки Альма высотой до 120 м с весьма крутыми, обрывистыми, труднодоступными даже для пехоты скатами на участке от устья реки до селения Алма-Тамак; выше этого селения местность понижалась и становилась холмистой. Скаты высот южного берега спускались к реке, образуя местами обширные площадки в виде покатых террас. Здесь южный берег Альмы почти во всех местах был крут и высок (в некоторых случаях до 10-12 метров), покрыт зарослями.

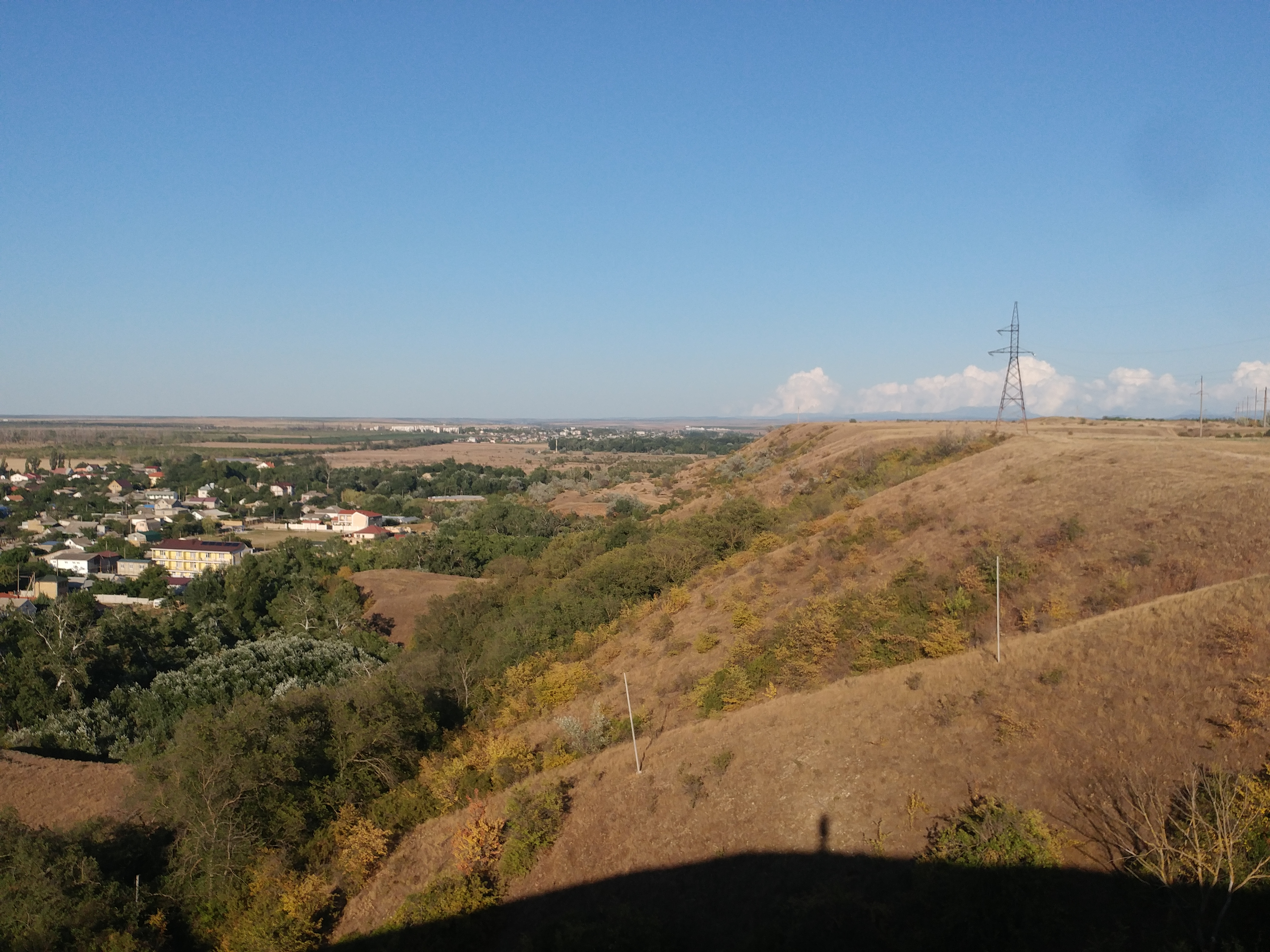
Склоны на левом берегу Альмы у селения Альматамак (2020)

В центре позиции её фронт у селения Бурлюк пересекался спадающей к реке Альма балкой, по которой проложена Евпаторийская дорога. К востоку от этой дороги расположена возвышенность, отдельный холм которой (Курганная высота) отстоял от реки на 300 сажен (ок. 600 м), составляя крайний правый фланг русской позиции. Ближе к побережью шёл ряд разновысоких возвышенностей. Позиция на Альме представляла собой почти идеальное место для расположения артиллерийских батарей, а обратные склоны Альминских высот позволяли разместить вне зоны видимости и огня достаточное количество резервов.
Высоты левого берега Альмы представляли все удобства для обзора и обстрела обширной равнины правого берега, покрытой густыми виноградниками, садами и селениями (Альма-Тамак, Бурлюк и Тарханлар) лишь в 300-400-метровой полосе непосредственно у реки. Через реку вёл лишь один деревянный мост против селения Бурлюк, но Альму, несмотря на быстрое течение и несколько глубоких участков с неровным илистым дном, во многих местах можно перейти вброд, хотя заиленность создавала проблемы для перевозки артиллерии.
Недостатком позиции была её растянутость (7-8 вёрст) и тот факт, что левый фланг нельзя было примкнуть к морю из-за угрозы обстрела корабельной артиллерией — впрочем, левый фланг можно было оборонять в силу его труднодоступности весьма небольшими силами.

### Диспозиция сражения
Основу войск, расположенных на правом фланге русской позиции, составили войска 16-й пехотной дивизии 6-го пехотного корпуса, которой командовал генерал-лейтенант О. А. Квицинский. Обязанности начальника штаба корпуса исполнял полковник Н. В. Исаков. Полки дивизии имели штатную численность по 2800-3000 человек.
- Суздальский пехотный полк (командир полковник Ф. И. Дараган), с двумя лёгкими батареями 14-й артиллерийской бригады — на склоне Курганной высоты, прикрывая правый фланг против обхода или охвата его противником,
- Егерский Его Императорского Высочества великого князя Михаила Николаевича полк (в истории известен также под более поздним названием Казанский полк) — на левом фланге первой линии, почти напротив моста через Альму,
- Владимирский пехотный полк — во второй линии, за юго-западными скатами Курганной высоты,
- Углицкий егерский полк (командир генерал-майор В. Т. Славин) — в резерве,
- 57-й и 60-й казачьи полки в резерве[9].

В самом центре расположения войск князя Меншикова, примерно в 250—300 м от Евпаторийской дороги, размещался Бородинский пехотный полк полковника Е. И. Верёвкина-Шелюты 2-го с приданной артиллерией 16-й артиллерийской бригады (18 лёгких орудий). Полк занимал позицию на склонах господствующей высоты — Телеграфного холма с недостроенной башней оптического телеграфа, обеспечивая стык левого и правого флангов. Полк имел в наличии все четыре штатных егерских батальона и, как и в других полках, не более 3000 человек личного состава. На Телеграфном холме располагался и сам главнокомандующий русской армией князь А. С. Меншиков со своим окружением. Крымский историк С. В. Ченнык пишет, что Меншиков фактически не создал штаба как нормального рабочего органа: «Ему пришлось „довольствоваться“ отдельными личностями из своего окружения, которым чаще всего отдавались разовые поручения, выполнение не всегда контролировалось. В итоге хрупкая нить управления была нарушена в самом начале и восстановить её удалось лишь когда армия покинула поле сражения, потерпев тяжёлое поражение». Тем не менее импровизированный штаб князя Меншикова насчитывал несколько десятков человек, в том числе офицеров Генерального штаба. Ближайшим помощником князя был подполковник А. А. Панаев. Обязанности начальника штаба официально исполнял Генерального штаба полковник В. Ф. Вунш, на которого возлагались руководство штабными офицерами, разработка и планирование операций, разработка диспозиций и квартирмейстерские функции. Ближайшими помощниками Вунша были талантливые офицеры, в большинстве своём недавние выпускники Академии Генерального штаба.
Правый фланг и центр находились под общим командованием начальника 6-го корпуса генерала П. Д. Горчакова (брата главнокомандующего Дунайской армией генерал-адъютанта князя М. Д. Горчакова). Перед началом сражения он вместе с командиром 16-й пехотной дивизии генерал-лейтенантом О. А. Квицинским и адъютантами находился на Курганной высоте. Начальником штаба у Горчакова числился подполковник, флигель-адъютант Н. В. Исаков, будущий реформатор российской армии.
Основу войск левого фланга составляли пехота 13-й, 14-й и 17-й дивизий под общим командованием командира 17-й пехотной дивизии генерал-лейтенанта В. Я. Кирьякова.
- Резервная бригада 13-й пехотной дивизии под командованием генерал-майора А. О. Аслановича, состоявшая из 5-х и 6-х батальонов Брестского и Белостокского пехотных полков (сама 13-я дивизия была переправлена морем в Редут-Кале в марте 1854 г.). Батальоны, поставленные в первую линию обороны на левом фланге русской позиции, примерно в двух верстах от берега, фактически представляли собой самую слабую в организационном и боевом отношении часть русской армии в сражении при Альме[12].
- Тарутинский егерский полк (командир генерал-майор Волков) из состава 17-й пехотной дивизии занимал крайнюю позицию на левом фланге русской армии во второй линии обороны, имея перед собой резервные батальоны генерал-майора Аслановича. Тарутинскому полку пришлось в дальнейшем сыграть едва ли не самую трагическую роль в сражении[13].
- Московский пехотный полк (командир генерал-майор М. И. Куртьянов) из состава 1-й бригады 17-й пехотной дивизии. Полк, сыгравший одну из самых драматических ролей в сражении, практически не имел времени для отдыха, прибыв к месту предстоящего боя лишь утром, совершив непрерывный 150-вёрстный марш от Арчинской станции, продолжавшийся более 65 часов. Последние два батальона полка вместе с Куртьяновым появились на своей позиции лишь за два часа до боя, проскочив по правому берегу Альмы буквально перед фронтом противника. Генерал Кирьяков сообщил князю Меншикову, что солдаты устали и необходимо дать им хоть небольшой отдых, а не ставить в первую линию обороны. Главнокомандующий, однако, отказался менять диспозицию. 1-й, 2-й и 4-й батальоны Московского полка заняли позицию левее белостокских батальонов под тупым углом к линии фронта, лицом к морскому побережью. 3-й батальон под командованием подполковника Соловьёва был направлен на усиление штуцерных, оборонявших деревню Альматамак на правом берегу Альмы[14].
- На труднодоступный участок протяжённостью около двух вёрст между оконечностью русского левого фланга и морем, простреливаемый артиллерией флота союзников, был выдвинут из резерва 2-й батальон Минского пехотного полка, направленный к деревне Аклес с целью помешать возможной высадке десанта в бухте Улукул. Обход нашего левого фланга основными силами противника считался невозможным[2].

Русская артиллерия (10 батарей без учёта морской артиллерии, всего 96 орудий):
- две батареи на стационарно оборудованных позициях на правом фланге: батарейная батарея 16-й артиллерийской бригады и лёгкая батарея 14-й артиллерийской бригады;
- три лёгкие батареи из состава 14-й и 16-й артиллерийских бригад на открытых позициях при полках и дивизиях. Первые две (18 лёгких орудий) находились в центре у евпаторийской дороги, прикрывая южные окраины Бурлюка и мост через Альму;
- две донские казачьи батареи в артиллерийском резерве правого фланга;
- две батареи 17-й артиллерийской бригады в артиллерийском резерве левого фланга;
- одна конная батарея в главном артиллерийском резерве[2].

В садах деревень Тарханлар, Бурлюк и Альматамак на правом берегу Альмы были рассыпаны 6-й стрелковый и сводный морской батальоны.
Две роты 6-го сапёрного батальона, прибывшего в Крым из-под Белой Церкви, находились у моста через Альму. Сапёры имели задачи разрушить мост через Альму и, вероятно, поджечь деревню Бурлюк. По свидетельству британцев, дома в деревне были заранее наполнены сеном и другими горючими материалами. Горящие постройки значительно затрудняли использование подъёма у деревни для пехоты и артиллерии союзников. Мост, однако, сжечь не смогли.
В резерве находилась 1-я бригада генерала И. П. Жабокритского из 14-й пехотной дивизии, состоявшая из Минского пехотного полка (командир полковник И. С. Приходкин) и Волынского пехотного полка (командир полковник А. П. Хрущёв), и 2-я бригада 6-й кавалерийской дивизии генерал-майора И. А. Халецкого: Гросс-герцога Саксен-Веймарского и ЕИВ князя Николая Максимилиановича гусарские полки с конно-лёгкой батареей.
На назначенные позиции русские батальоны и батареи выходили в основном вечером 18 сентября и днём 19 сентября. Перед Альмой их встречал кто-либо из офицеров штаба и лично выводил на место. Перемещениями была наполнена и ночь с 19 на 20 сентября. Кроме того, продолжали прибывать новые войска. Некоторые пехотные части, как, например, частично Московский пехотный полк, вышли к Альме только с рассветом 20 сентября после многокилометрового утомительного марша.
В день сражения уже в 6 часов утра все обозы были погружены и отправлены с позиций в тыл. На построении полковые священники благословили и окропили святой водой всех, от нижних чинов до командиров. Уже тогда, однако, многим бросилось в глаза, что князь Меншиков приказал не снимать чехлы со знамённых полотен — ему казались мелкими и ненужными воинские традиции и обычаи, что вызывало к нему почти всеобщую неприязнь в армии.

## Ход сражения

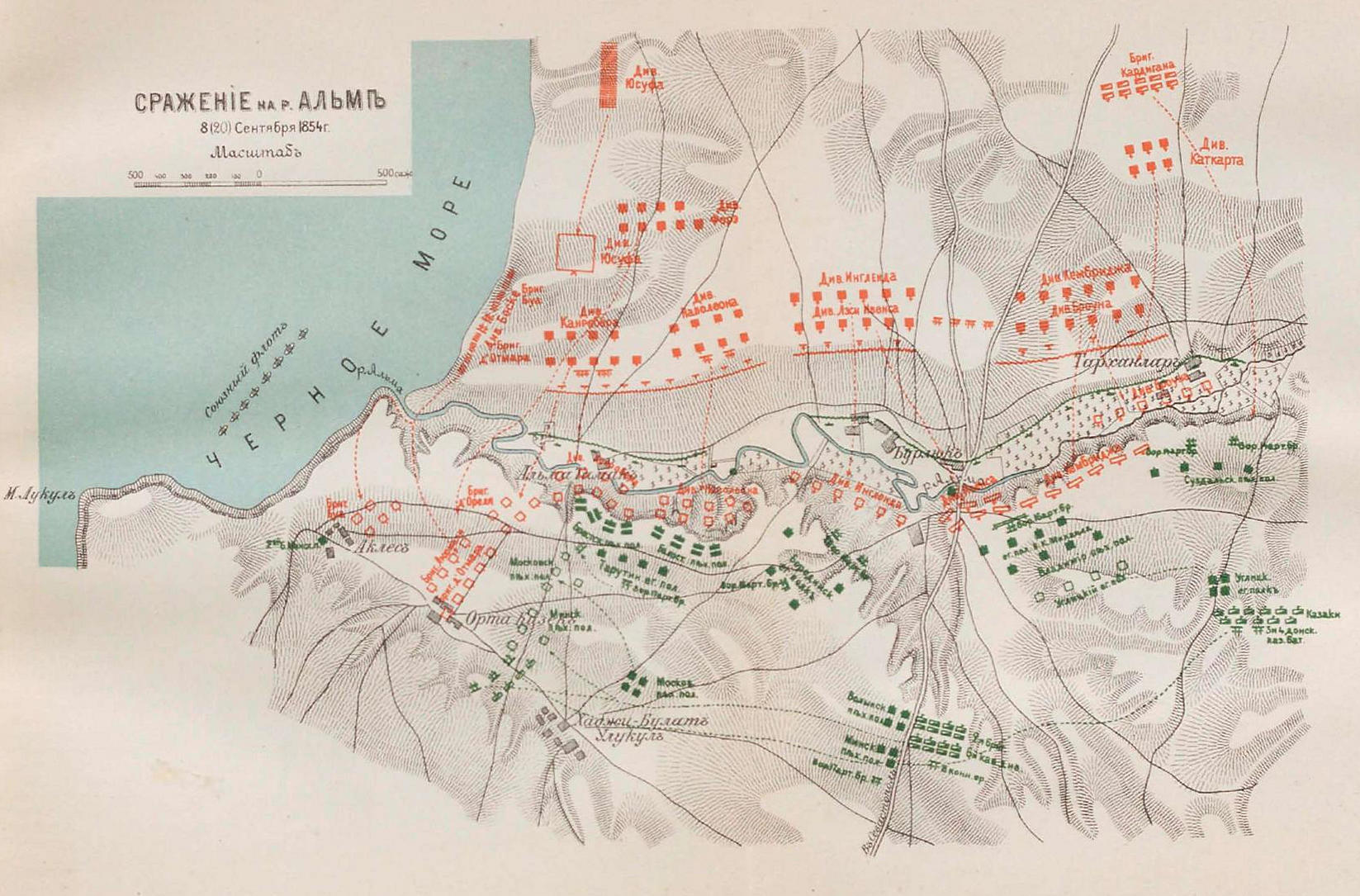
План сражения

Высадившись в Крыму, союзники силами своего флота постоянно вели разведку побережья. 16 сентября французский корвет «Роланд» исследовал побережье от устья Альмы до устья Качи. Данные этой разведки легли в основу плана предстоявшего сражения.
Расстояние от лагеря союзников до берега Альмы составляло 5-6 км. Скорость движения союзников не превышала 3 км/час. Таким образом, при чётком следовании плану до Альмы они могли дойти за 1,5-2 часа.
Союзники планировали атаковать одновременно с фронта и в обход обоих флангов русской позиции. Фронтальной атакой 1-й и 3-й дивизий руководил маршал А. Сент-Арно, целью которого был захват господствующей высоты центра — Телеграфного холма. Английские части лорда Ф. Раглана должны были обходить правый фланг русской армии, а части 2-й дивизии генерала П. Боске — левый фланг со стороны моря, в авангарде шли зуавы.

### Наступление Боске
К 6:00 — 6:30 2-я пехотная дивизия генерала П. Боске численностью 14 000 человек батальонными колоннами покинула лагерь и под прикрытием утреннего тумана двинулась к Альме. Предполагалось, что, когда Боске отвлечёт на себя внимание русской армии, французы атакуют Телеграфный холм, после чего англичане смогут взять Курганную высоту.
Бригада бригадного генерала Буа выдвигалась вдоль берега (здесь же были генерал Боске и офицеры штаба), бригада бригадного генерала Ш. Д’Отемарра — ближе к Альматамаку. Вместе с пехотой выдвигалась приданная дивизии артиллерия (две батареи). В отдалении в батальонных колоннах следовали турки. Два их батальона оставались в тылу, составляя резерв 2-й дивизии. Одновременно на море поднимал якоря союзный флот.
В 8:00 из-за промедления британцев Сент-Арно был вынужден остановить дивизию Боске. Французские солдаты, решившие не терять время даром, нашли несколько источников пресной воды и принялись готовить кофе. Эта история стала впоследствии одной из легенд Крымской войны. Примерно в 9 часов, когда окончательно исчезли остатки утреннего тумана, союзные войска были обнаружены русскими наблюдателями. Князь Меншиков направил генералу Кирьякову посыльного, чтобы предупредить его о том, что на его фланге готовятся к наступлению до 8 батальонов противника, и потребовал от Кирьякова внимания и готовности к действиям. Увидев, что продвижение французов надолго остановилось, Меншиков почти поверил, что сражение откладывается. Тем временем его помощник подполковник Панаев, направленный на левый фланг с очередным поручением, обнаружил накрытый стол и пикник с шампанским. Кирьяков заверил его и князя, что «перестреляет как кур» всех, кто попытается подняться наверх.
Приказ продолжить движение поступил генералу Боске лишь после 10:00. Солдатам приказали оставить ранцы на правом берегу Альмы (впоследствии по завершении сражения им придётся за ними возвращаться). Примерно в 11:00, как впоследствии отмечал командир роты Тарутинского егерского полка Ходасевич, «мы смогли разглядеть колонны союзных армий, продвигавшиеся в великолепном порядке, с развевающимися знамёнами, дробью барабанов и музыкой полковых оркестров, как на военном смотре».

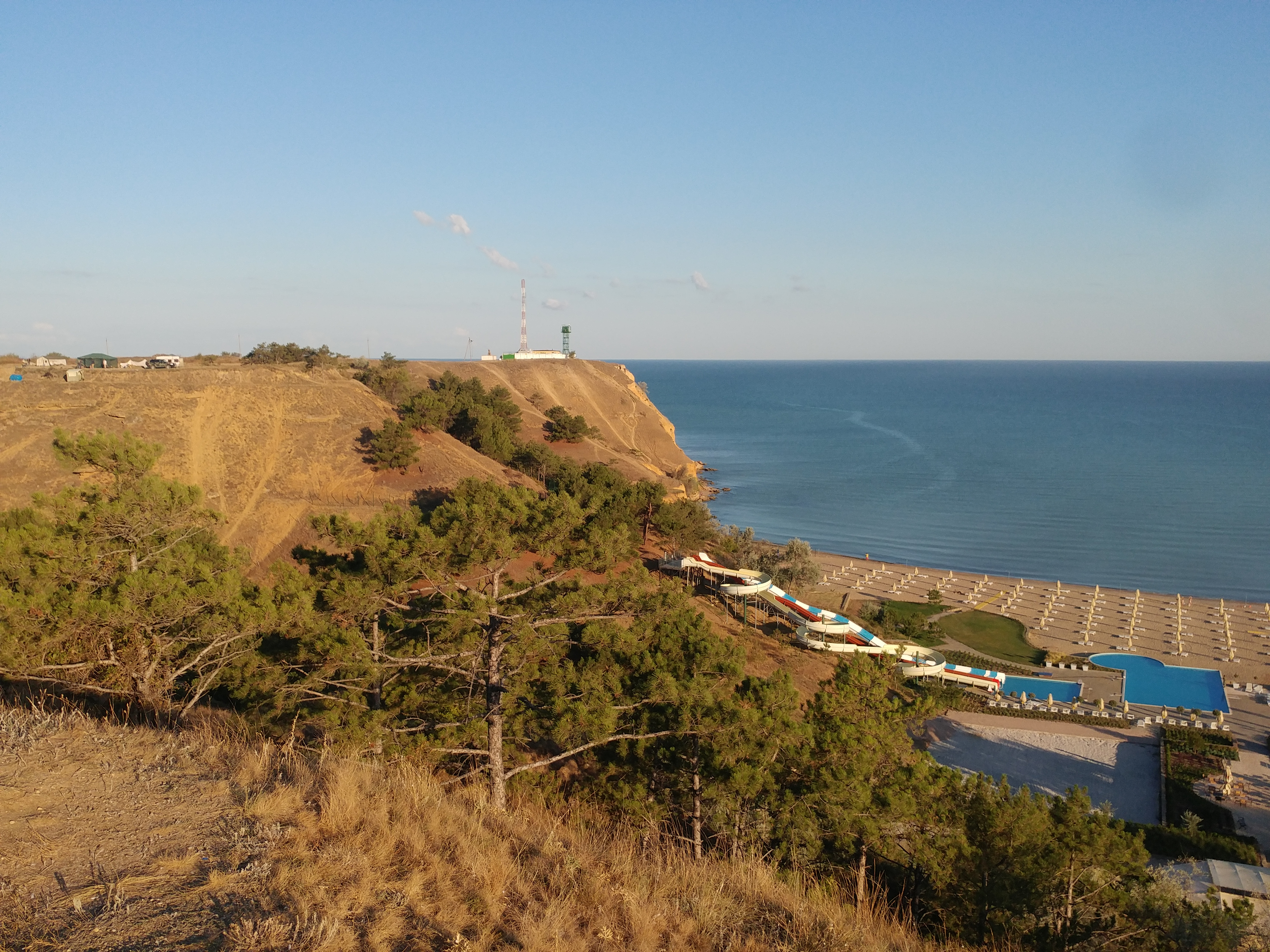
Левый берег Альмы около моря.

Вынужденная задержка наступления позволила Боске определить два пути выхода дивизии на левый фланг русской позиции. Первый находился непосредственно возле места впадения Альмы в море, где река была несколько шире, но значительно мельче. Отмель вела к тропе на противоположном берегу. Несмотря на значительную крутизну и 50-метровую высоту, почти вертикальный подъём представлялся возможным для пехоты. Разведка доложила, что на плато, куда вела пастушья тропинка, находился лишь один русский батальон без артиллерии (2-й батальон Минского полка). Выслав вперёд цепь из зуавов и алжирских стрелков, Боске направил по крутому склону 2-ю бригаду генерала Буа, полагая возможным поднять в этом месте и одну артиллерийскую батарею.
Второй подъём был обнаружен в районе брода у разрушенной деревни Улюкул (Луккул) — по всей видимости, он использовался местными жителями как просёлочная дорога. По этому направлению выдвинулась 1-я бригада генерала Отамара, с которой должны были двигаться сам Боске и его штаб. Боске полагал, что именно Отамар первым встретит русских перед своим фронтом и прикроет продвижение Буа.
1-й батальон 3-го полка зуавов, осмотрев деревню Улюкул и сады и не обнаружив там русских (ближайшие их стрелки находились в Альматамаке и восточнее его), перешёл реку и беспрепятственно начал подъём на высоты левого (южного) берега Альмы. Генерал Отамар немедленно начал перебрасывать свои батальоны на левый берег. Вот тут и прозвучала знаменитая фраза, сказанная Боске окружавшим офицерам штаба: «Эти господа решительно не хотят драться».
Артиллеристам, приданным бригаде Буа, из-за илистого дна не удалось переправить свои пушки, и Боске распорядился направить пушки к бригаде Отамара. Именно Отамару, выводившему свою бригаду по крутому, но вполне проходимому дну оврага, удалось первым подняться на плато. Зуавы прикрыли выход алжирских стрелков, а те, рассыпавшись по местности, дали возможность подняться остальным. За последними батальонами французов к Альме подходили турки.
После 11 часов князь Меншиков, прибывший в сопровождении свиты на левую оконечность позиции, наблюдал из района расположения Тарутинского полка за продвижением Боске, солдаты которого врассыпную карабкались по склонам. Несмотря на начавшийся вскоре артиллерийский обстрел, Меншиков, явно не доверяя Кирьякову, сам отправился в его расположение со всей своей свитой. Увидев вблизи поднимающихся на плато французов, князь приказал немедленно перебросить на левый фланг из главного резерва остальные три батальона Минского пехотного полка вместе с лёгкой батареей 17-й артиллерийской бригады. 4-й батальон был направлен на помощь 2-му батальону, а 1-й и 3-й были присоединены к трём батальонам Московского полка. Это решение, однако, было слишком запоздалым — лощина, по которой поднимались наверх пехотинцы Отамара, оказалась совершенно не перекрыта русскими войсками. Московскому полку было приказано выдвинуться из-за Тарутинского полка налево и занять позиции фронтом к морю. Вскоре после этого Меншиков вместе со свитой покинул Кирьякова.
Тем временем, поднявшись на плато, французские пехотинцы обнаружили в отдалении один-единственный русский батальон (2-й батальон Минского полка). Зуавы, развернувшись в линию батальонов перпендикулярно хребту, начали медленно продвигаться вперёд. Вскоре к их правому флангу присоединился 50-й линейный батальон, а на левом расположились тиральеры полковника Вимпфена. Отамару было приказано, зацепившись за местность, продержаться до подхода 2-й бригады. До подхода артиллерии Отамару пришлось тяжело. С фронта его обстреливали три русские батареи — две батареи 17-й артиллерийской бригады и конная казачья батарея, выдвинутые Меншиковым из резерва.
К этому времени построение русской армии постепенно приобретало вполне законченный и логически осмысленный характер, образуя тупой угол, левую сторону которого составляли Минский и Московский полки, а именно (начиная с правого фланга, ближайшего к реке):
- 4-й батальон Московского полка с лёгкой № 5 батареей 17-й артиллерийской бригады,
- 1-й батальон Минского полка,
- лёгкая № 4 батарея подполковника Кондратьева из состава 17-й артиллерийской бригады, показавшая себя в бою образцово, «как на учении», и потерявшая более половины личного состава,
- 3-й батальон Минского полка и
- Донская батарейная № 3 батарея, которая «долго хладнокровною распорядительностью своего командира удерживала неприятеля».
- 2-й батальон Минского полка поменял позицию, выйдя из-под артиллерийского обстрела с моря и развернувшись фронтом к линии французской пехоты, наступавшей со стороны моря. После того, как командир 4-го батальона подполковник Матвеев подвёл своих подчинённых ко 2-му батальону, оба батальона под общим командованием подполковника Раковича (2000 чел.) действовали против поднявшихся вслед за французами турок (6000 чел.)[28].

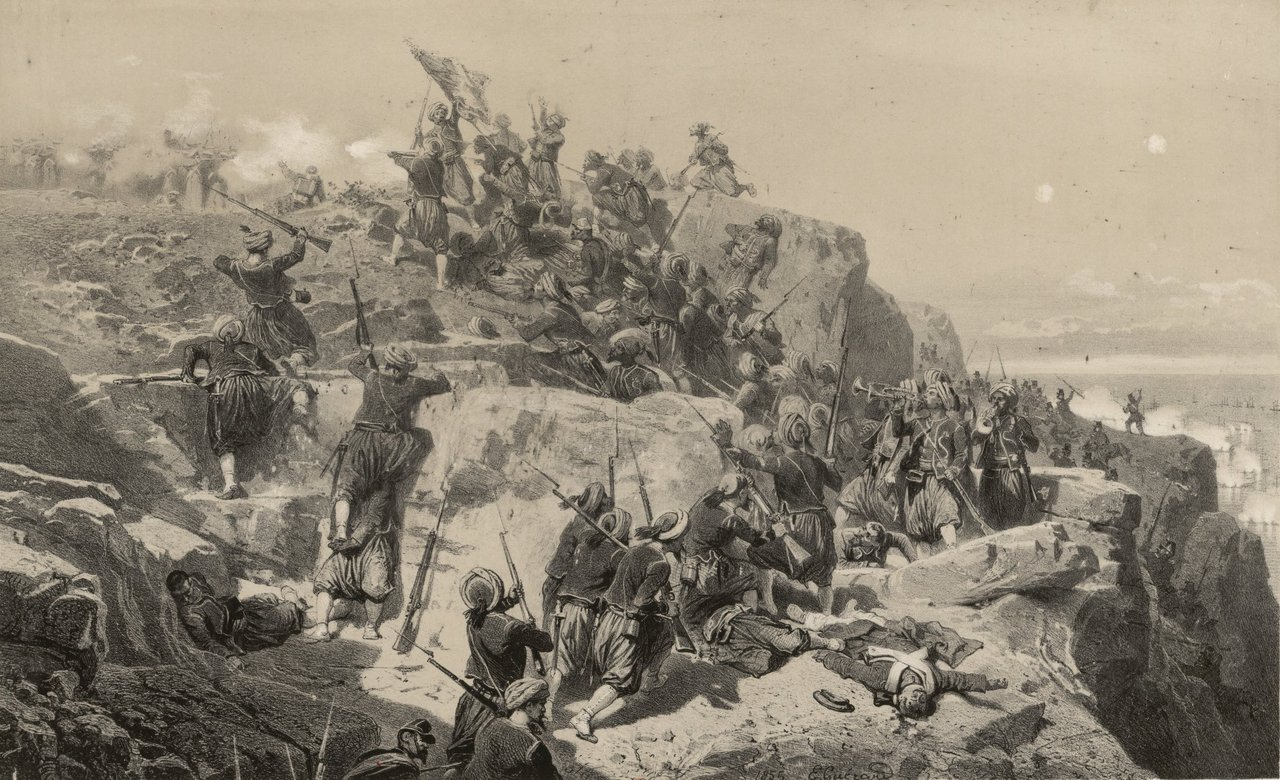
Захват зуавами Телеграфного хребта. Иллюстрация 1854 года.

Против дивизии Боске действовали 5 батальонов общим числом личного состава не более 4700 чел. 
Эскадра поддержки, подошедшая к берегу, своим огнём прикрывала подъём зуавов 2-й бригады по крутым склонам. Вскоре (между 12:00 и 12:30) на плато появились не только все батальоны Отамара и бригада Буа, но и пушки одной из батарей (6 орудий), которые французская пехота смогла втащить наверх. Едва поднявшись, батарея развернулась, имея за спиной буквально в 100 метрах береговой откос Альмы, прикрывая подъём пехоты и, самое главное, второй батареи. Первые выстрелы по русским были произведены с расстояния 800 м. Спустя некоторое время к первой батарее присоединилась и вторая. Сражение фактически началось с того момента, как эти батареи открыли огонь (примерно в 12:30). Французам таким образом удалось использовать ошибку князя Меншикова, позволившего им беспрепятственно поднять свои пушки.
Из-за трудностей с подъёмом артиллерии затянулся выход турецких батальонов. Все пути наверх были заполнены поднимающимися французскими пехотинцами. Тем временем Боске решил не подвергать солдат лишней опасности и приказал отвести пехоту за линию артиллерии, укрыв её за складками местности. Только два батальона 3-го полка зуавов развернулись в 100 м впереди и на флангах батарей, прикрывая их.
Как позднее в своём труде Elements of Military Art and Science отмечал генерал армии США Генри Халлек, именно Боске стал тем, кто выиграл Альминское сражение. Прежде всего, его подчинённые сумели подняться там, где подняться было почти невозможно. Ну а в дальнейшем генерал, понимая, что оказался наедине с сильным противником, также подтянувшим артиллерию и выстроившим линию из пяти батальонов, не стал придерживаться общепринятых построений и правил ведения боя, а развернул в единую боевую линию всю имевшуюся у него французскую и турецкую пехоту и начал огнём давить на Минский и Московский полки.
Неприятель все ближе и ближе подходил к нам, так что уж ядра наши стали понемногу долетать до них и вырывать из их рядов жертвы, но вот, лишь только подошли они на пушечный выстрел, наша артиллерия уже целыми рядами стала истреблять их, а они всё-таки шли вперед, как бы не замечая и не заботясь о своих убитых собратьях!… Наконец они подошли к нам почти уж на ружейный выстрел, как на сцену явились их убийственные штуцера, а с моря посыпались тучи ядер, которые в несколько минут уничтожили Минский полк, поставленный близ моря под неприятельские выстрелы бог знает для чего и для какой пользы… 

### Действия союзного флота
Основные силы союзного флота ещё ранним утром 7 (19) сентября бросили якоря у устья Альмы. В ночь с 19 на 20 сентября маршал Сент-Арно известил адмирала Гамелина о готовящемся наступлении и приказал оказать поддержку действиям 2-й дивизии генерала Боске. Для непосредственных действий против русской армии выделялось 13 кораблей. Общий план действий по поддержке сухопутных войск разработал начальник штаба французского флота адмирал Буа-Вильомез.
Назначенная группа делилась на несколько отрядов. Первый, подошедший к берегу у деревни Улуккул-Аклес, состоял из трёх кораблей — корвета Megaere, фрегата Cacique и фрегата Canada. Этот отряд должен был пройти вдоль берега и встать на шпринг почти у того места, где тыл русской армии прикрывал 2-й батальон Минского пехотного полка. Задача отряда состояла в отражении своим огнём атаки русской кавалерии или резерва пехоты против батальонов Боске, когда те уже будут действовать на плато.
Второй, основной, отряд, занявший позицию у устья Альмы, вёл французский корвет Roland, на борту которого находился командовавший силами морской поддержки адмирал Брюа. Roland вёл разведку и промеры глубин, определяя позиции каждому из следовавших за ним кораблей. Сам он занял позиции напротив южного края плато. За ним шли корветы Lavoisier, Bertholet, Primauguet и Vauban. Замыкали колонну английский пароход Spitfire и французские Descartes и Cafarelli.
Последним шёл арьергардный отряд в составе двух кораблей — французского фрегата Orinoque и французского парусно-винтового корвета Caton.
Первыми открыли огонь Megaere и Cacique, после того как 1-й батальон 3-го полка зуавов начал подъём на плато. К ним присоединился фрегат Canada. В своём рапорте об итогах сражения адмирал Гамелин высоко оценил действия первого отряда кораблей, отметив, что благодаря их точному огню Боске смог беспрепятственно вывести дивизию на плато и закрепиться там, создав угрозу левому флангу русской армии. Этому способствовало полное бездействие русских войск. Обстрел из корабельных орудий доставил серьёзные проблемы 2-му батальону Минского полка, заставив батальон сменить позицию и убрав его с пути бригады генерала Буа, а также остановил выдвижение из резерва кавалерийской бригады (2-я бригада генерал-майора И. А. Халецкого). После того, как французская пехота заняла плато, обстрел прекратился.

### Наступление Раглана

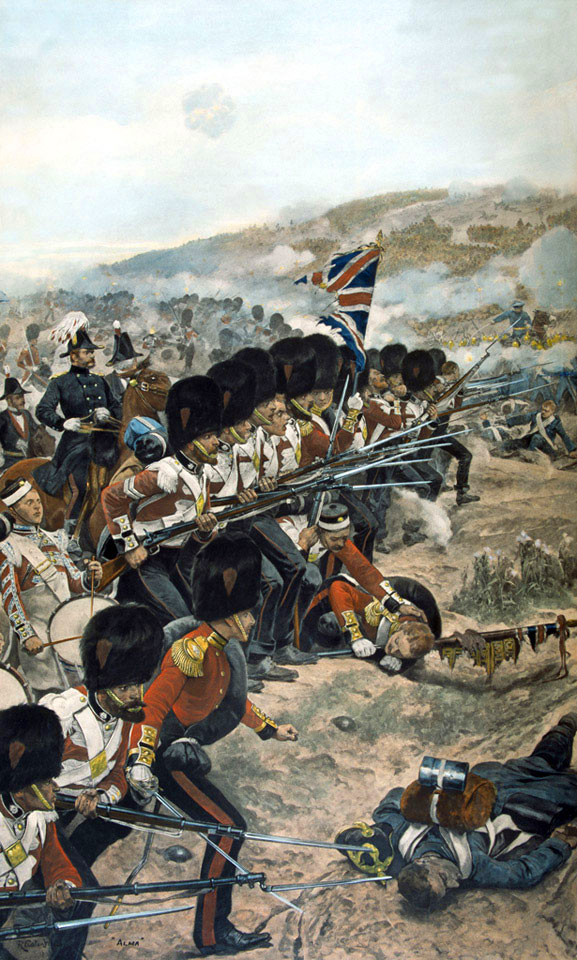
Ричард Вудвиль. «Атака Колдстримских гвардейцев» (1896)

Английская армия двинулась вперёд через полчаса после Боске — в 06:00. Они должны были обойти правый фланг русской армии, но оказалось, что движение в обход создаёт опасный разрыв между частями, поэтому Раглан приказал дивизиям сместиться вправо. В итоге англичане задержались с наступлением на несколько часов и вместо фланговой атаки получилась фронтальная. Британские войска были построены в две линии: первая была сформирована Лёгкой Дивизией Джорджа (Брауна) Броуна (левое крыло) и 2-й дивизией Джорджа де Ласи Эванса (правое крыло). Во второй линии шли 3-я дивизия Ричарда Ингланда и 1-я дивизия герцога Кембриджского. 4-я дивизия Джорджа Каткарта и кавалерия Лукана находились в резерве. Английский командующий лорд Раглан имел здесь примерно 26 000 человек, однако ему пришлось наступать на самый сложный участок противника, и артиллерия флота не могла его поддержать.
Лёгкой дивизии пришлось идти в наступление на Курганный холм, на котором был размещён Казанский полк, усиленный двумя редутами — Большим и Малым. Редуты удерживали Владимирский и Углицкий полки, Суздальский полк прикрывал правый фланг. Общее командование обороной холма осуществлял генерал Онуфрий Квицинский.
Британские дивизии перешли реку и двинулись на Курганный холм. Англичане начали подниматься вверх по склону, а навстречу им двинулась русская пехота: 8-й и 4-й батальоны Казанского Великого Князя Михаила Николаевича егерского полка. Эта контратака принесла больше вреда, чем пользы, поскольку атакующие казанцы не дали возможности вести огонь артиллерии редута. Англичане открыли огонь и заставили казанцев отступить с потерями: погиб командир полка Селезнёв и оба батальонных командира. Русская артиллерия открыла огонь по наступающим, но так как английская пехота двигалась не в плотном строю, а отдельными цепями — из-за неровности рельефа — то артиллерия нанесла только незначительный урон.

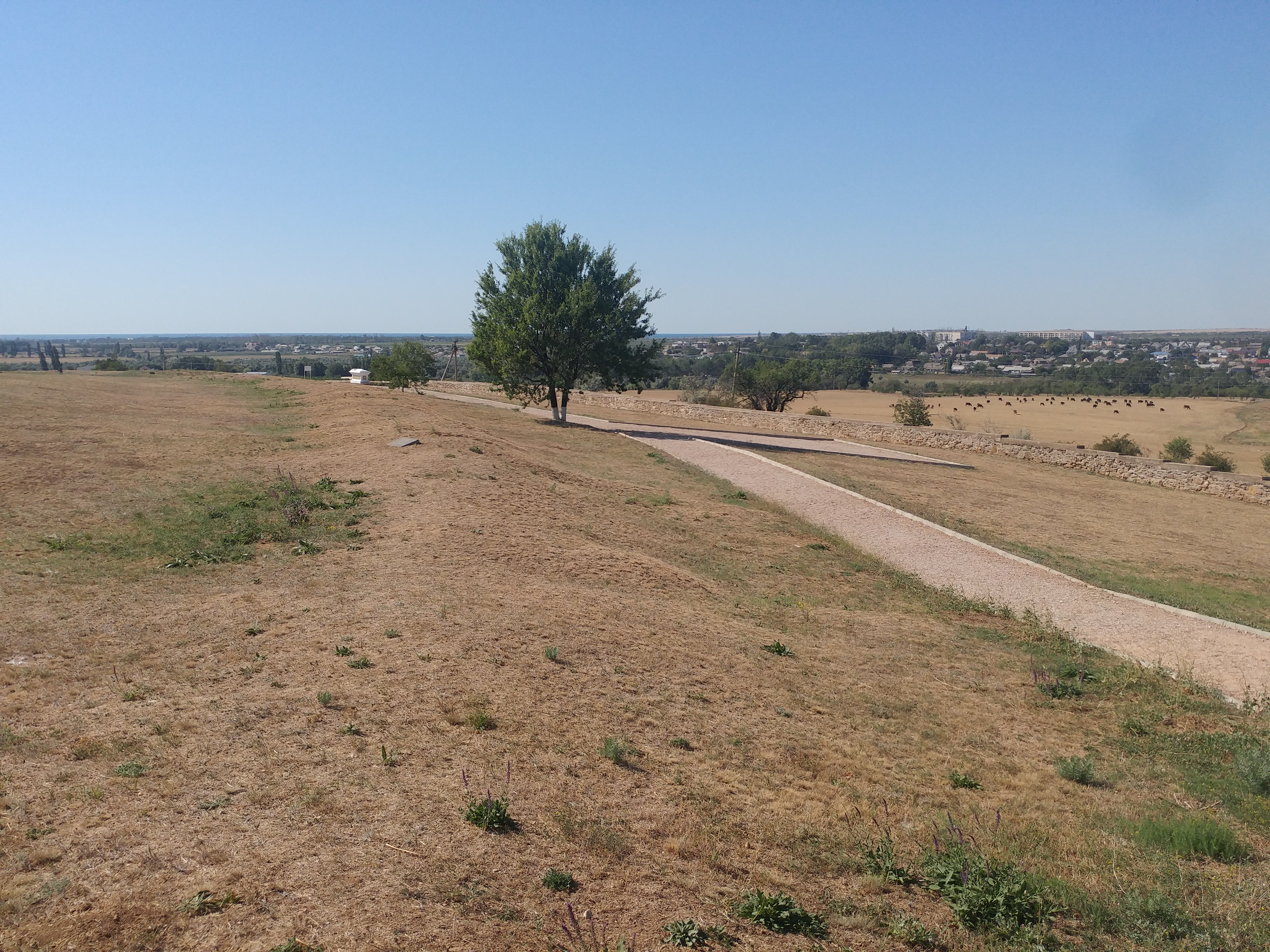
Остатки большого редута и вид в сторону моста через Альму (2020)

Продолжая подниматься, англичане вышли к Большому редуту и ворвались в него на плечах отступающих батальонов казанского полка. Два другие батальона (3-й и 4-й), деморализованные отступлением первых двух, не смогли ничего предпринять. Англичанам удалось взять редут и захватить несколько орудий. Однако их положение осложнилось отсутствием резерва. 1-я дивизия (гвардия и шотландская бригада) все ещё переходили реку. А между тем в контратаку на редут были посланы 1-й и 2-й батальоны Владимирского полка, которых повёл лично генерал Квицинский. Владимирцы предприняли классическую штыковую атаку — практически без выстрелов они бросились на редут и обратили в бегство полк Королевских фузилёров. (Во время атаки был ранен командир владимирцев, полковник Ковалёв.) Отступая, фузилёры смешали ряды наступающего полка Шотландской Гвардии, который также начал отступать. Горчаков вёл в бой 3-й и 4-й батальоны Владимирского полка и лично возглавил новую атаку. Владимирцы оттеснили противника до самой реки. Шотландцы потеряли 200 человек.
Всем этим атакам, произведенным силами 29 батальонов, Меншиков противопоставил в своей первой и второй линиях только 9 батальонов, в подкрепление которым скоро подошли ещё 7. Эти 16 батальонов, поддержанные 40 орудиями и 4 эскадронами гусар, должны были выдерживать всю тяжесть атаки неизмеримо превосходивших их по численности французов, которые вскоре были поддержаны остальными 9 батальонами дивизии Форе.
Однако эта атака была произведена в то время, когда центральные высоты уже были заняты французами. Обнаружив артиллерию противника на своём фланге, Владимирский полк был вынужден отступить. В этом бою Владимирский и Казанский полк потеряли примерно по 1200 человек каждый убитыми и ранеными.

### Наступление Сент-Арно
Французская армия в центре двинулась вперёд одновременно с англичанами. Генерал Сент-Арно послал в наступление 1-ю и 3-ю французские дивизии (по 10 батальонов в каждой). Против них был направлен Московский полк, но он попал под винтовочный огонь и отошёл, не нанеся французам существенного урона. Французы заняли село Алма-Тамак и перешли реку. В авангарде шёл 1-й Зуавский полк. Они вышли во фланг Московскому полку, который вместе с Минским сдерживал наступление дивизии Боске. Когда французы начали подниматься на высоты, они попали под огонь 2-го и 3-го батальонов Московского полка и понесли некоторые потери. Осколком был ранен генерал Канробер. Тогда маршал Сент-Арно направил на помощь наступающим резервную 4-ю дивизию. Около 14:00 русские полки начали отступать. Был ранен командир Минского полка Приходкин и командир Московского полка Куртьянов.
В то время как два полка оказались под ударом с двух сторон, белостокские и брестские резервные батальоны, деморализованные видом отступающего Московского полка и артиллерийским обстрелом, бросили свои позиции и начали отступать. За ними ушёл и Тарутинский полк. С этого момента Телеграфный холм защищали только правофланговые батальоны Московского полка.

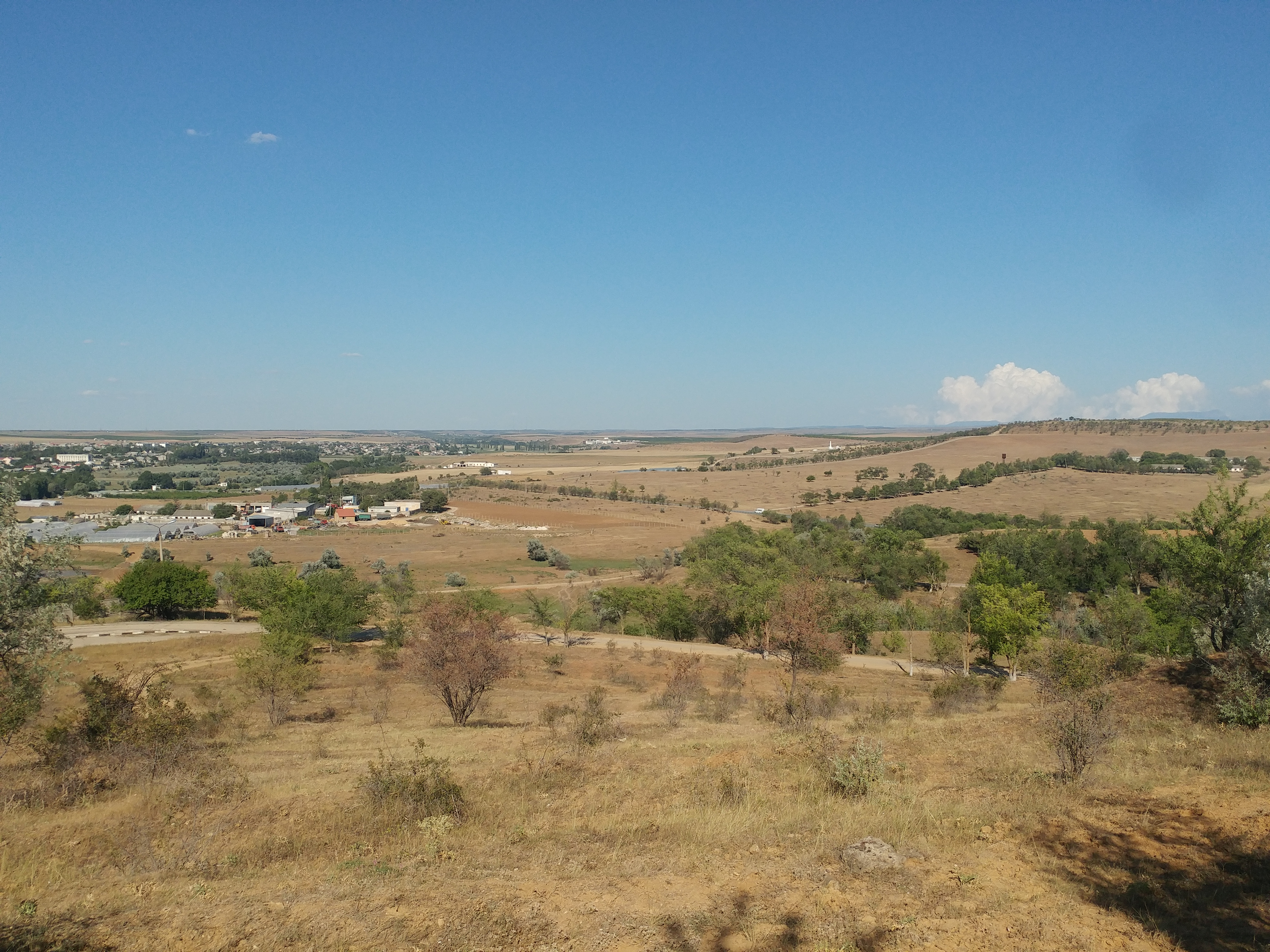
Вид с Телеграфного холма на Курганную высоту и долину Альмы.

В английской литературе утвердилась версия, согласно которой Телеграфный холм был взят без боя. Принято считать, что лорд Раглан в поисках удобной наблюдательной позиции отправился в расположение французской 3-й дивизии и случайно оказался на Телеграфном холме. Обнаружив, что этот ключевой пункт обороны вообще никем не занят, Раглан распорядился доставить на холм два 9-фунтовых орудия и они открыли огонь по Владимирскому полку, который в этот момент наступал к реке. Попав под фланговый обстрел, полк был вынужден прекратить наступление и отойти к редуту.
По российской версии, приказ на отступление с Телеграфного холма отдал сам генерал Кирьяков. Начальник штаба Меншикова генерал Вунш описывает это так:

«Французские стрелки беспрепятственно взбирались уже на оставленную генералом Кирьяковым позицию и открыли по нас штуцерный огонь. Проскакав ещё некоторое пространство, мы встретили генерала Кирьякова в лощине, пешего. На вопрос, где же его войска, он ровно ничего не мог ответить, кроме обличавших не совсем нормальное его состояние и не относящихся к вопросу слов, что „под ним убита лошадь“!»

Однако Э.Тотлебен писал: «левый фланг [Московского полка] остановившись у телеграфа, оказал французам последнее сопротивление, и только после упорной борьбы вынужден был окончательно уступить несоразмерному превосходству в силах». Наконец, бригада Л. Ореля и несколько батальонов из дивизии Ф. Канробера штурмом взяли Телеграфный холм. Постепенно туда были доставлены 7 французских батарей, 42 орудия. Однако Минский полк ещё держался и даже пытался контратаковать. Только узнав об отступлении всей армии, командир полка дал приказ отступать. Полк потерял в сражении 856 человек убитыми и ранеными.

## Потери
Общие потери союзников в сражении на Альме составили от 2000 до 4500 человек:
- Французы потеряли 274 человек убитыми, (в том числе — 6 офицеров), 1195 ранеными (в том числе — 2 генерала, 57 офицеров) и 2 пропавших без вести. Всего — 1471 чел.
- Британцы потеряли 374 убитыми (в том числе — 26 офицеров), 1633 ранеными (в том числе — 1 генерал, 92 офицера) и 19 пропавших без вести. Всего — 2026 чел.
- Потери турецкой армии до сих пор неизвестны.

Итого в двух армиях — 648 убитых, 2828 раненых, 21 пропавший без вести. Всего — 3497 человек.
-  Потери русской армии составили 5709 человек, из них 1801 убитых (в том числе — 46 офицеров) и 735 пропавших без вести (в том числе — 7 офицеров). Было потеряно два орудия.

Однако есть и другие оценки потерь, на которые опирается академик Е. В. Тарле: «По одним показаниям, союзники потеряли в день Альмы 4300, по другим — 4500 человек. По позднейшим подсчётам, наши войска потеряли в битве на Альме 145 офицеров и 5600 нижних чинов».
Эти цифры согласуются с данными, которые приводит Эмиль Дэниэльс: минимум 3000 англичан и 1300 французов, без учёта турок, а у — русских 3700.

## Память и мемориальные места
В связи с теплым временем года захоронение убитых велось непосредственно на месте битвы, причем нижние чины хоронились в братских могилах с захоронениями по 50–60 человек. Часть офицеров британских и французских сил были впоследствии перезахоронены родными на родине. В ходе поисковых работ в современное время также найдено некоторое число останков солдат обеих армий. Кладбище и памятники в разное время были частично разрушены, но впоследствии восстановлены. В настоящее время на территории села Вилино действует Военно-исторический мемориал «Поле Альминского сражения» филиал Бахчисарайского историко-культурного и археологического музея-заповедника. 

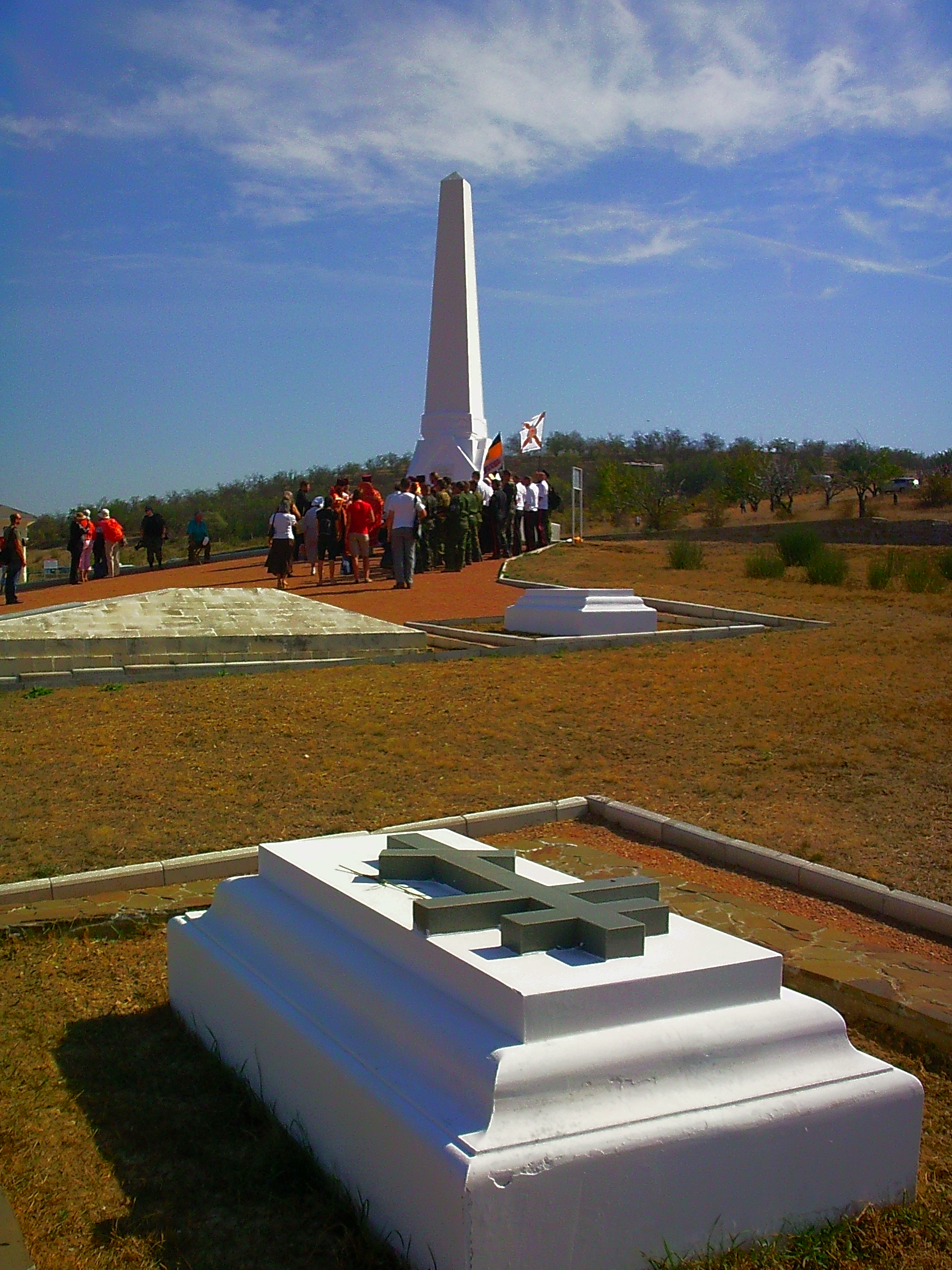
Памятник-обелиск, открытый 8 сентября 1884 года, в 30-ю годовщину Альминского сражения. Авторы проекта полковник К. Е. Геммельман и капитан Ползиков.
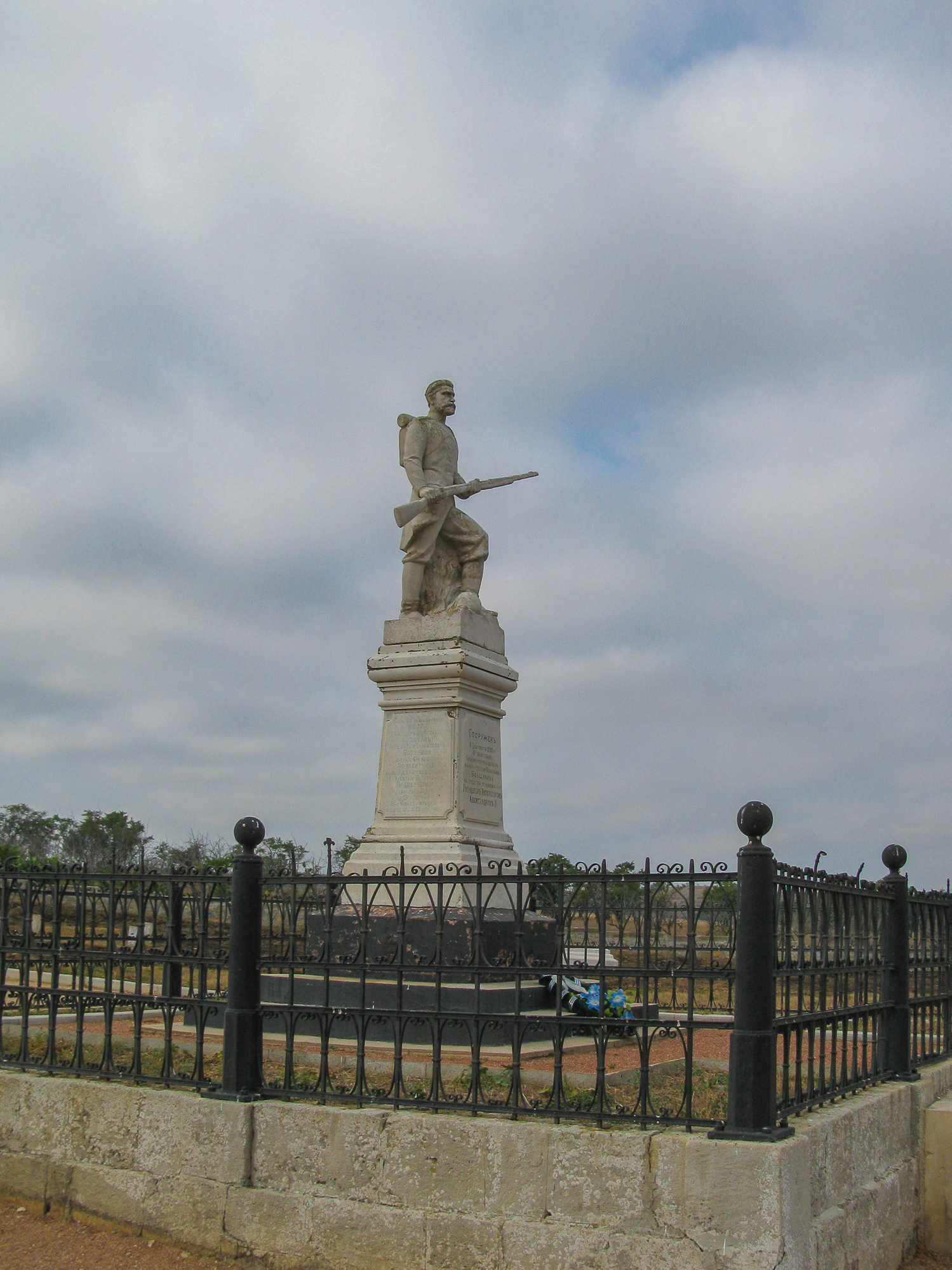
Памятник солдатам и офицерам Владимирского пехотного полка. Скульптор Баскерини, 1902. Восстановлен в 1999, архитектор В. Гнездилов, скульптор – М. Короткевич
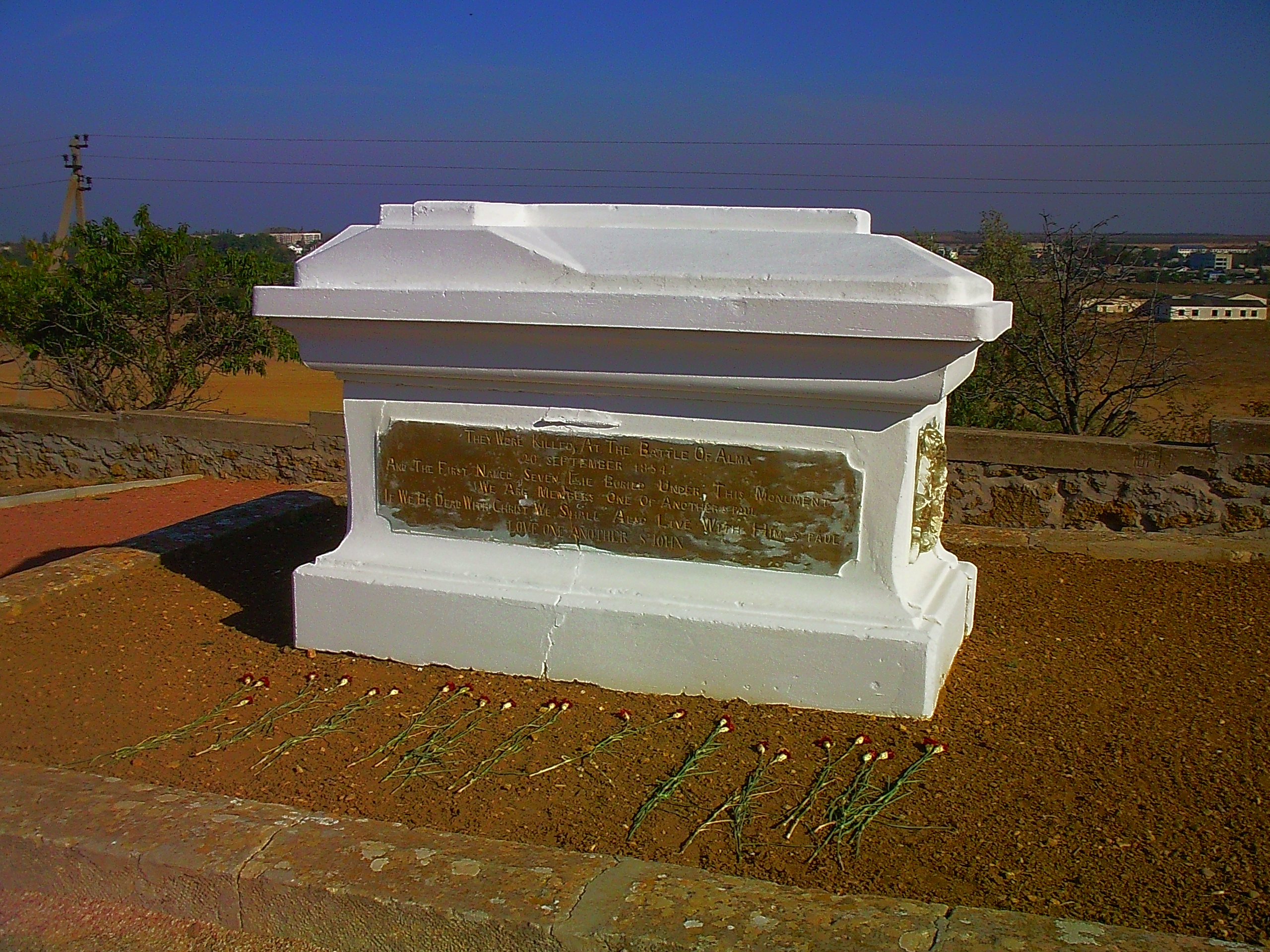
Памятник-саркофаг офицерам 23-го Уэльского фузилерского полка, бригады Кодрингтона дивизии Дж. Броуна. Восстановлен в 1993 году скульптором Ф. Ф. Сундуковым.
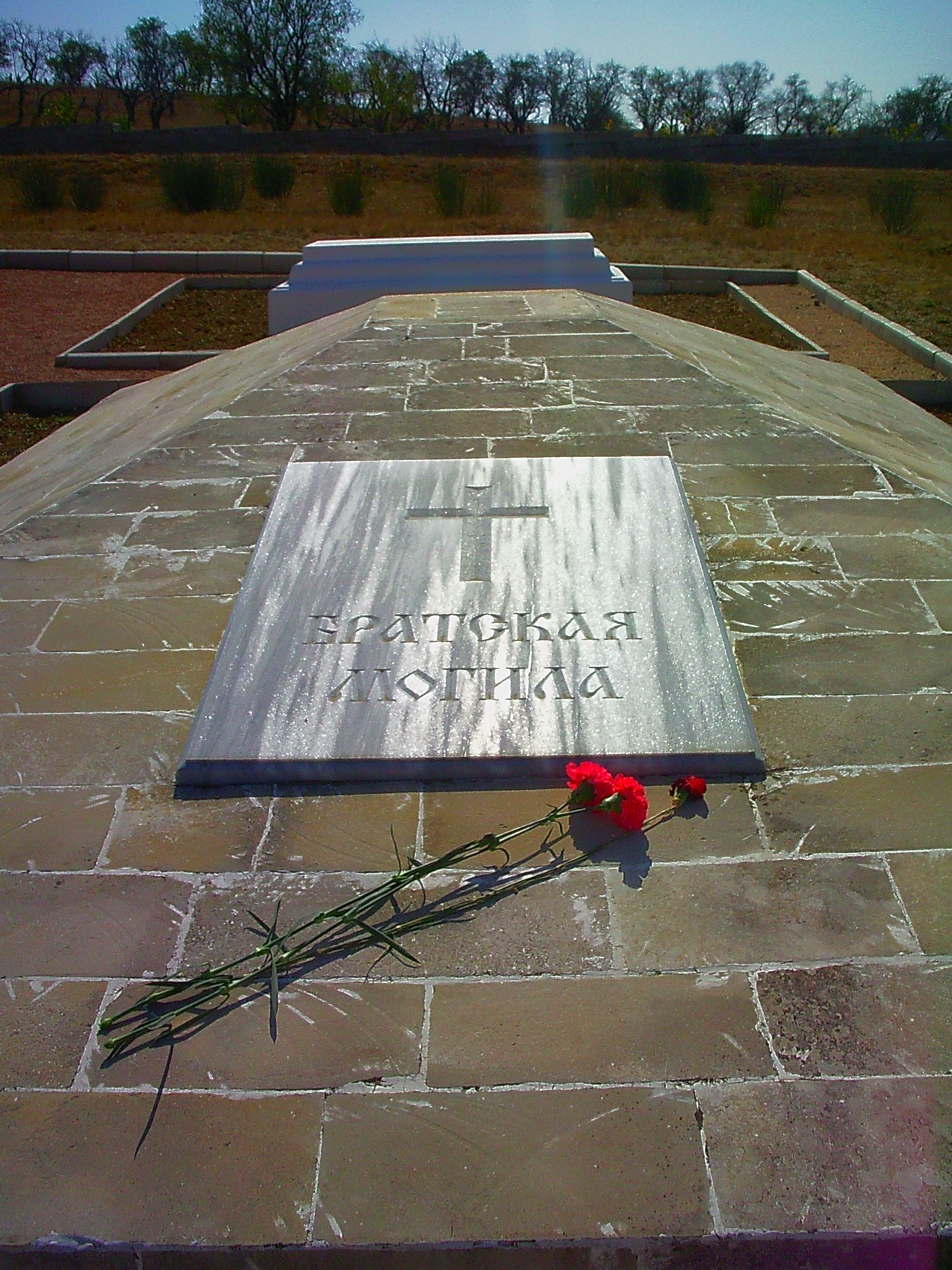
Братские могилы нижних чинов
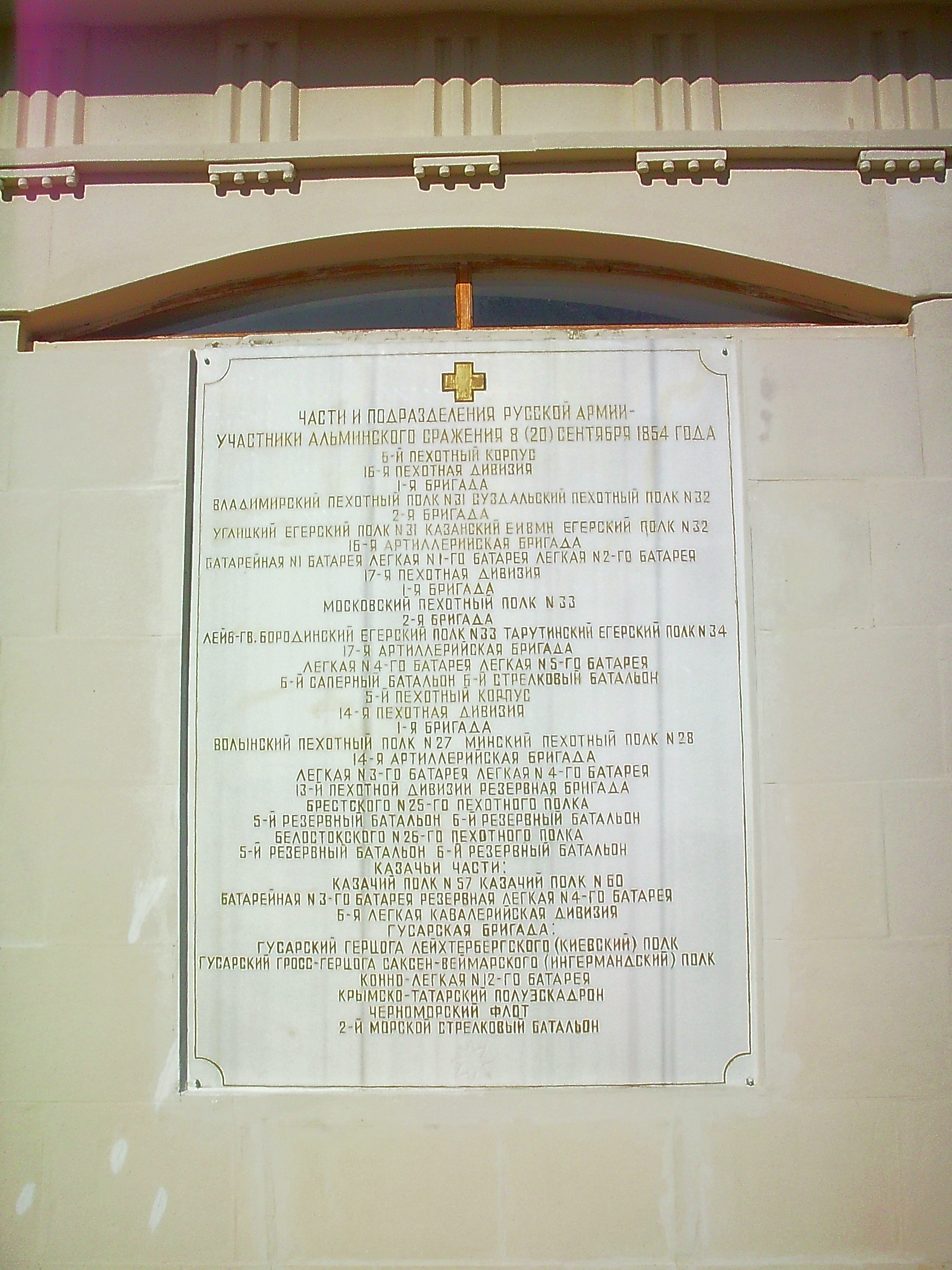
Перечень частей и соединений - участников битвы

В солдатской песне Как восьмого сентября авторство по крайней мере части текста которой приписывается Л. Н. Толстому события описаны в трагикомическом ключе.
Как восьмого сентября
Мы за веру и царя
От француз ушли.
И так храбро отступали,
Что всех раненых бросали
Умирать в степи.
Текст был впервые опубликован в 1857 году в Лондоне, в неподцензурном альманахе «Полярная звезда» вместе со словами «Песни про сражение на реке Чёрной 4 августа 1855 года». Редакторское примечание гласило: «Эти две песни списаны со слов солдат. Они не произведение какого-нибудь особого автора, и в их складе нетрудно узнать выражение чисто народного юмора».

## Последствия
Союзники не преследовали отступившие русские войска, поскольку французы оставили свои ранцы на правом берегу реки и вынуждены были за ними вернуться. Немецкий историк Эмиль Дэниэльс иначе объясняет отказ англо-французских войск от преследования: не задействованные Меншиковым силы были свежими и полностью сохранили боеспособность, в то время как союзники были сильно утомлены боем и понесли потери, превышающие потери русских войск. Это и заставило союзников приостановить движение на Севастополь для того, чтобы привести армию в порядок.
Несмотря на победу союзников на Альме, после которой путь экспедиционному корпусу на Севастополь был открыт, сражение приостановило его продвижение к Севастополю, что позволило избежать взятия оставленного без войск города штурмом и дало время для подготовки к осаде. Союзники действовали осторожно, полагая, что имеют дело только с авангардом русской армии. «И в самом деле, кто бы мог поверить, что у русских для защиты Крыма, для сохранения Черноморского флота оставлена только горсть войска, когда привыкли считать нашу армию в миллион?»
В честь сражения на Альме назван астероид (390) Альма, открытый в 1894 году французским астрономом Гийомом Бигурданом в Парижской обсерватории. В Париже есть станции метро и железной дороги с этим названием, Альминская площадь, Альминский мост и Альминский тоннель, в настоящее время более известный как место гибели принцессы Дианы.